# Vedsvampmal
Vedsvampmal (Nemapogon cloacellus) är en fjärilsart som först beskrevs av Adrian Hardy Haworth 1828.  Vedsvampmal ingår i släktet Nemapogon, och familjen äkta malar. Arten är reproducerande i Sverige.